# 弗里德里希·克里斯蒂安 (萨克森选侯)
弗里德里希·克里斯蒂安（Friedrich Christian Leopold Johann Georg Franz Xaver，1722年9月5日—1763年12月17日）出生和逝世皆在德累斯顿，是波兰国王和萨克森选侯奥古斯特三世的三子。他属于萨克森韦廷王朝阿爾貝系的选帝侯，他还任神圣罗马帝国元帅。

## 生平
作为太子弗里德里希·克里斯蒂安在他的日记中写道：“君主是为其臣子而存在的，臣子不是为了君主而存在。臣子的财富、国家的富饶和一支优良的常规军是君主的真正幸福。”这说明他接受啟蒙运动的观点。他在音乐上有一定的天才。1763年10月5日他父亲死后他登基为萨克森选侯。上台后他立刻解雇了他父亲的首相，并没收其财产。弗里德里希·克里斯蒂安试图恢复被七年战争破坏的国家经济，他采取了许多改革，削减宫廷支出，他的管理原则是节省，试图重整破散的国家经济。他内阁中的许多大臣出身于上层市民阶层，而非贵族。他执政74天后死于天花，被埋葬在德累斯顿的宫廷教堂中。他的妻子和兄弟克萨威尔亲王在他儿子成年前执政。

## 家庭
1747年，弗里德里希·克里斯蒂安與瑪麗亞·安東妮亞結婚。她的父親是神圣罗马皇帝查理七世，母親是神聖羅馬皇帝約瑟夫一世的女兒瑪麗亞·艾瑪莉亞。弗里德里希·克里斯蒂安和瑪麗亞·安東妮亞有以下子女：
- 長子弗里德里希·奥古斯特（Friedrich August，1750年12月23日—1827年5月5日），萨克森选侯（1763年至1806年，稱弗里德里希·奥古斯特三世），1806年成為薩克森王國第一任国王（稱弗里德里希·奥古斯特一世）
- 次子卡尔·马克西米利安（Karl Maximilian，1752年9月24日—1781年9月8日），萨克森王子
- 三子约瑟夫（Josef，1754年1月26日—1763年3月25日），夭折
- 四子安东（Anton，1755年12月27日—1836年6月6日），1827年繼承哥哥弗里德里希·奥古斯特一世成為第二任萨克森国王
- 長女瑪麗亞·阿瑪莉埃（Maria Amalie，1757年9月26日—1831年4月20日），茨魏布呂肯公爵夫人
- 五子马克西米利安（Maximilian，1759年4月13日—1838年1月3日），萨克森王子，薩克森國王腓特烈·奧古斯特二世和約翰的父親
- 次女特蕾莎（Teresia，1761年2月27日—1820年11月26日）

| 弗里德里希·克里斯蒂安 (萨克森选侯) 韋廷王朝出生于：1722年9月5日逝世於：1763年12月17日 | 弗里德里希·克里斯蒂安 (萨克森选侯) 韋廷王朝出生于：1722年9月5日逝世於：1763年12月17日 | 弗里德里希·克里斯蒂安 (萨克森选侯) 韋廷王朝出生于：1722年9月5日逝世於：1763年12月17日 |
| 統治者頭銜                                                                            | 統治者頭銜                                                                            | 統治者頭銜                                                                            |
| ------------------------------------------------------------------------------------- | ------------------------------------------------------------------------------------- | ------------------------------------------------------------------------------------- |
| 前任者： 腓特烈·奧古斯特二世                                                          | 薩克森選侯 1763年                                                                     | 繼任者： 腓特烈·奧古斯特三世                                                          |